# Vilhelm Hammershøi
Vilhelm Hammershøi (15. květen 1864, Kodaň - 13. únor 1916, Kodaň) byl dánský malíř.
Vystudoval malířství na Akademii for de Skønne Kunster v Kodani (1879-1884). Jeho učiteli zde byli mj. Vilhelm Kyhn a Peder Severin Krøyer. První výstavu měl v roce 1885. V roce 1887 navštívil Holandsko, kde se seznámil s díly starých holandských mistrů, což ho velmi ovlivnilo. V roce 1891 se oženil s Idou Ilstedovou, sestrou svého malířského kolegy Petera Ilsteda. Celý život prožili v Kodani.
Jeho obrazy mají nostalgický nádech. Maloval zvláště klidné interiéry, matnými barvami. Bývá uváděno, že byl inspirován japonskou grafikou. Často též maloval svou ženu.

## Galerie
Klikněte na obrázek pro jeho zvětšení.

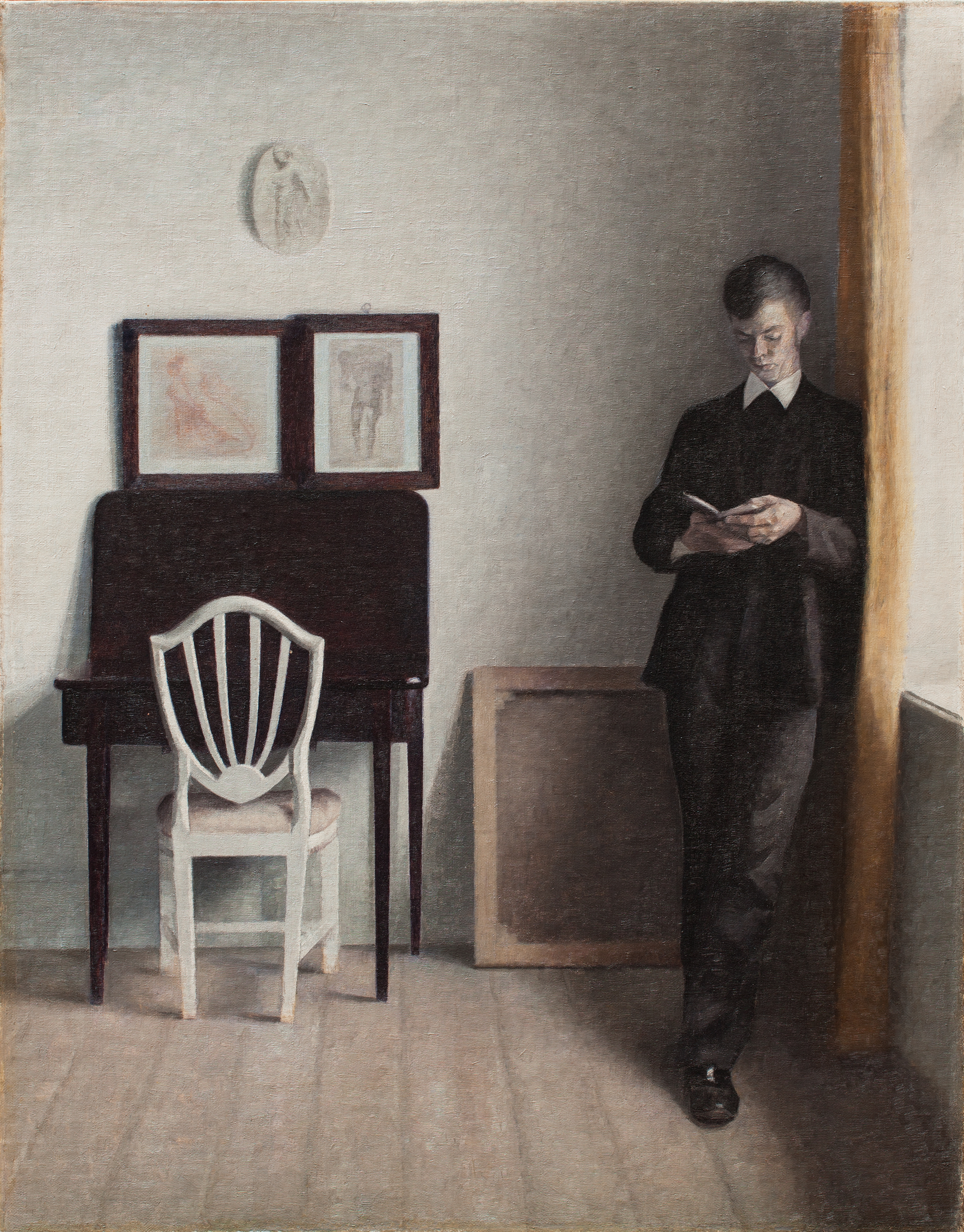
Interiér s čtoucím mladým mužem, 1898
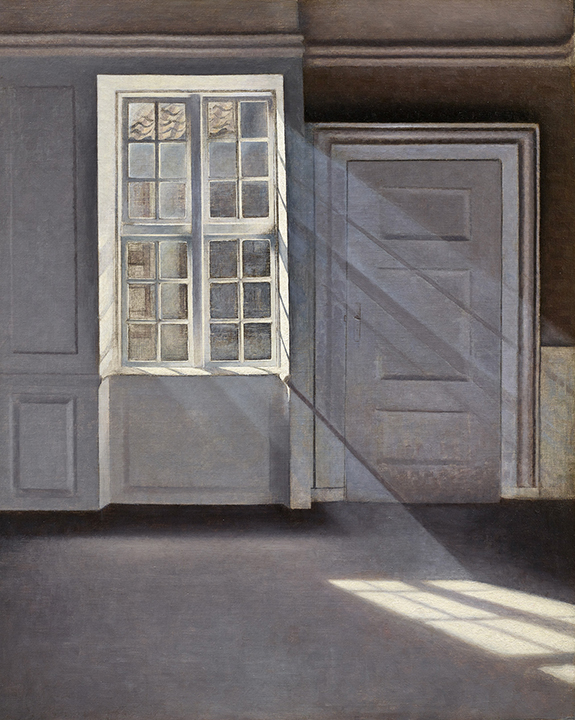
Sluneční světlo
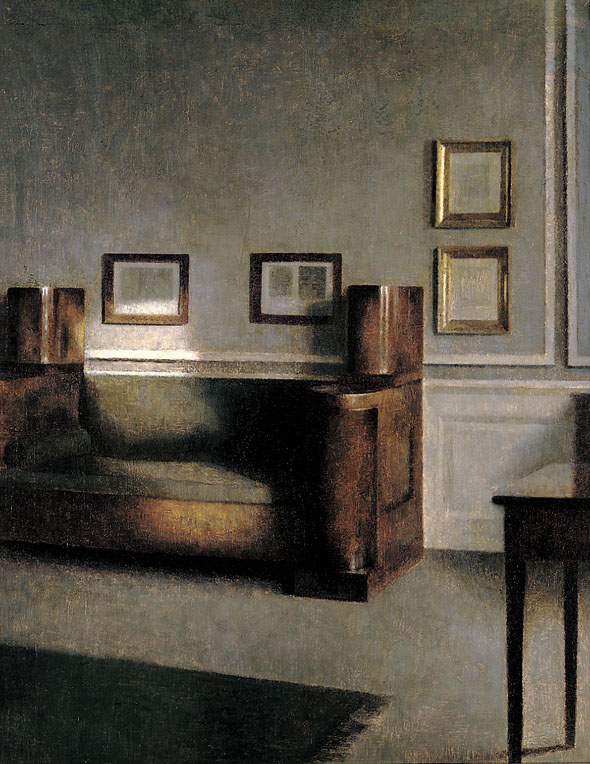
1905